# Захват Мисураты (1912)
Захват Мисураты (ит. Occupazione di Misurata) — операция итальянских войск в июне  — июле 1912 года во время Итало-турецкой войны за установление контроля над триполитанским городом Мисурата, крупной базой снабжения турецко-арабских войск.
Во время итало-турецкой войны город Мисурата, расположенный на триполитанском побережье, на полпути между Триполи и Сиртом, стал важной базой для получения военных материалов, используемых для поддержки турецко-арабского сопротивления. Итальянское командование планировало штурм города ещё в декабре 1911 года, но выполнение плана затянулось.
В июне 1912 года итальянское командование наконец перешло к проведению операции. Для морского десанта и захвата города была сформирована Особая дивизия в составе девяти пехотных батальонов, кавалерийского эскадрона и четырёх артиллерийских батарей.
16 июня 1912 года военные корабли Особой дивизии в сопровождении броненосцев «Ре Умберто», «Сицилия», «Сардиния» и торпедных катеров «Айроне» и «Клио» подошли к побережью у Мисураты и высадили батальон моряков и другие части около деревни Бу-Шейфа. Десантный отряд, поддержанный артиллерийским огнём с «Ре Умберто», преодолел сопротивление турецко-арабских войск, окопавшихся за дюнами на берегу, захватил Бу-Шейфу и продвинулся вглубь суши, пока не достиг края оазиса Мисурата.
Вместо того чтобы немедленно продвинуться в Мисурату и атаковать турецко-арабский гарнизон, итальянский генерал Витторио Камерана предпочёл остаться в обороне и укрепить свои позиции. Всю следующую неделю итальянцы потратили на создание оперативной базы, доставке припасов на берег и укреплению своих позиций. Была проведена разведка местности, в результате которой было установлено, что в этом районе не было никаких признаков крупных турецко-арабских сил. 
Однако к концу июня турки подтянули к Мисурате дополнительные силы и 5 июля около 5000 человек атаковали итальянский лагерь, но были отбиты.
Четыре дня спустя, 9 июля, в 4 часа утра генерал Камерана сформировал свои войска в три колонны и двинулся на Мисурату. Две колонны наступали прямо на оазис, в то время как третья колонна должна была обойти и атаковать Мисурату с юга. 
Итальянская колонна справа встретила сопротивление турецко-арабских сил, закрепившихся на восточной окраине оазиса, но продолжила наступление. Итальянская колонна в центре также столкнулась с сопротивлением турецко-арабских войск, когда вошла в оазис и деревню Аз-Зарруг. 
Однако в результате последовательных атак итальянцы сумели захватить оазис Мисурата, оазис и деревню Аз-Зарруг и город Мисурата. К 18:00 турецко-арабские войска отступили, и боевые действия закончились.
После захвата Мисураты итальянские войска оставили в этом районе крупный военный контингент, который оставался в самом городе и окрестностях до августа 1915 года, когда все итальянские войска были выведены для участия в Первой мировой войне.